# 天の川温泉
天の川温泉（てんのかわおんせん）は、奈良県吉野郡天川村にある温泉。

## 泉質
- 規定泉(温泉法第2条の規定であるリチウムイオン、フッ素イオン、炭酸水素イオンにて適合)

## 温泉地
- 公営の入浴施設「天の川温泉センター」がある。また、温泉ではないが薬湯センターの「みずはの湯」がある。
- 天ノ川沿いに小さな旅館、民宿、キャンプ場が点在している。

## アクセス
- バス：近畿日本鉄道吉野線下市口駅から奈良交通バスで約1時間。
- 車 ：国道309号 新川合トンネル越えてすぐ、（天川村の地図）川合交差点から奈良県道53号高野天川線を西吉野方面へ。